# Anatolij Michailowitsch Stößel

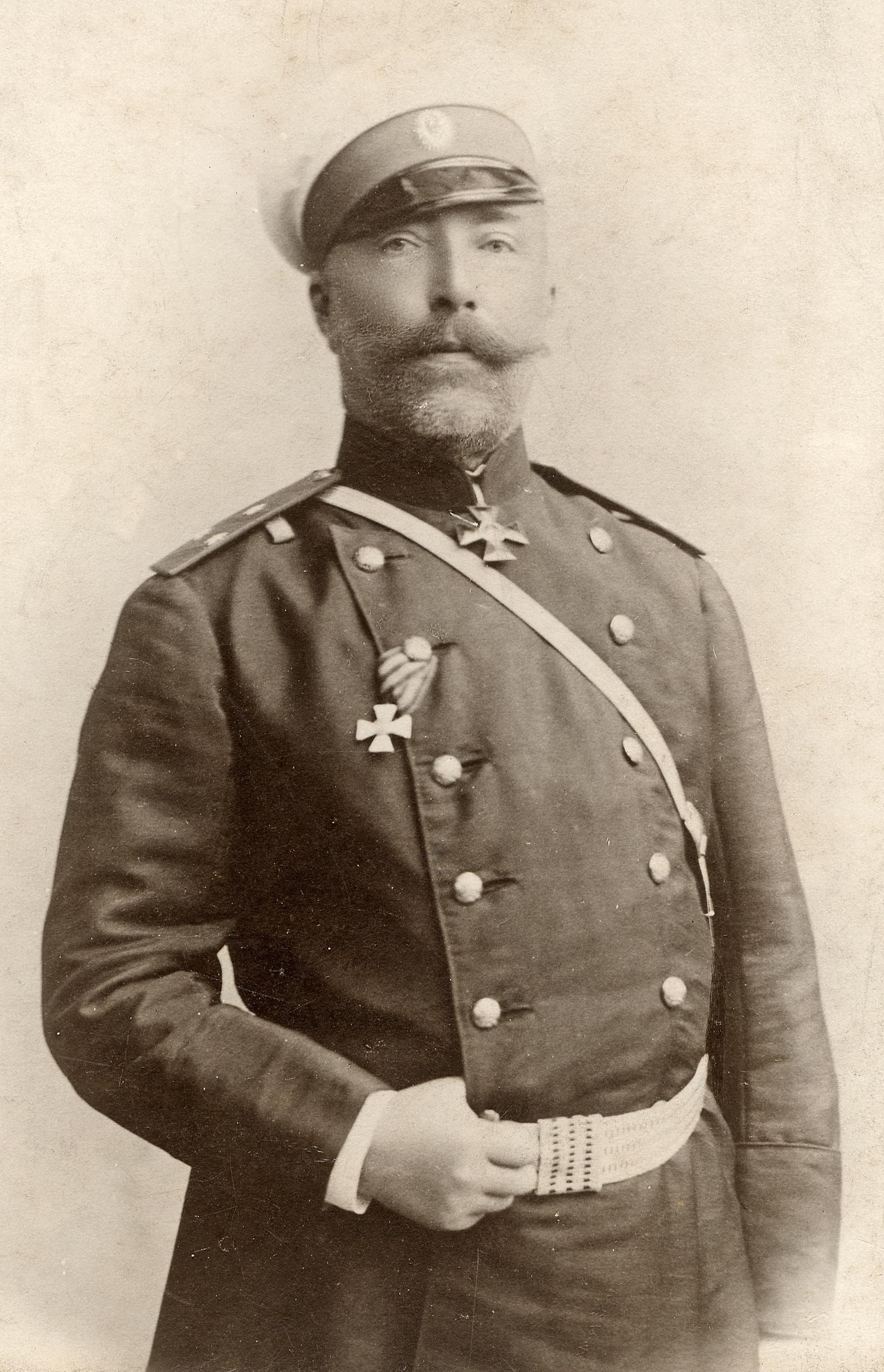
Anatolij Michaelowitsch Stößel

Anatolij Michailowitsch Stößel (russisch Анато́лий Миха́йлович Сте́ссель; wissenschaftliche Transliteration Anatolij Michajlovič Stessel', * 28.jul. / 10. Juli 1848greg.; † 5. Januarjul. / 18. Januar 1915greg.) war ein russischer Baron und ein General in der Kaiserlich Russischen Armee.

## Biographie

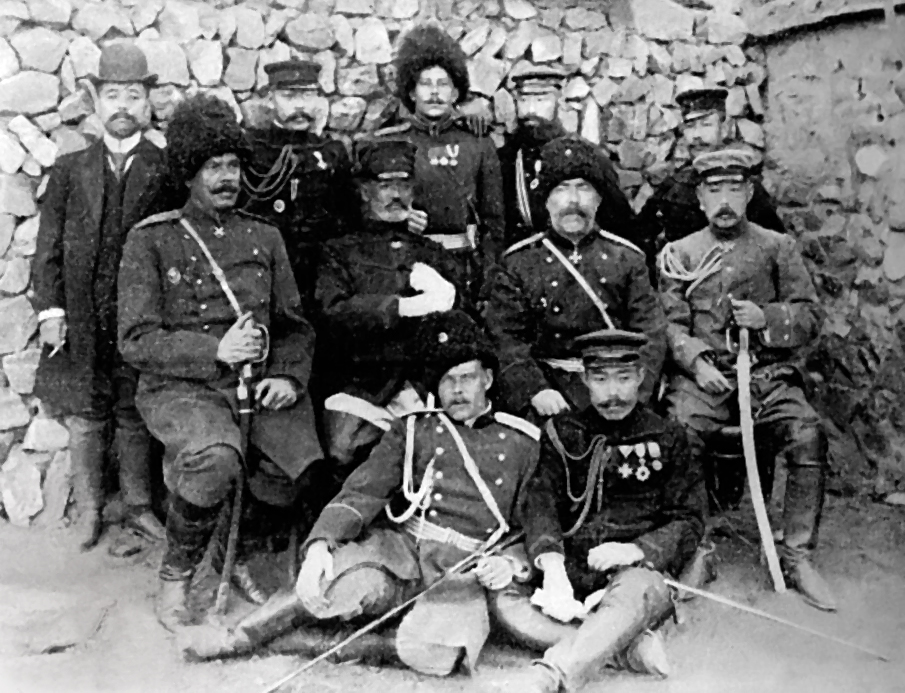
General Stößel und der japanische General Nogi nach der Kapitulation von Port Arthur

Anatolij Stößel wurde 1848 geboren und war der Sohn von Generalleutnant Baron Vinogradow Stößel. 1866 beendete er erfolgreich die Pawel Militärschule und nahm am Russisch-Osmanischen Krieg (1877–1878), dem Boxerkrieg sowie am Russisch-Japanischen Krieg teil. Im letzteren war er Kommandant der Festung Port Arthur, welche 5 Monate von den Japanern belagert wurde. Am 1. Januar 1905 kapitulierte er, ohne vorher seine Offiziere konsultiert zu haben, vor dem japanischen General Nogi Maresuke. Am darauffolgenden Tag wurde die Kapitulation akzeptiert und etwa 50.000 russische Soldaten gingen in japanische Gefangenschaft.
Als Stößel nach dem Krieg wieder in Sankt Petersburg eintraf, wurde er vor ein Kriegsgericht gestellt und am 7. Februar 1908 zum Tode verurteilt. Später wurde das Urteil in 10 Jahre Festungshaft umgewandelt. Am 6. Mai 1909 wurde Stößel von Zar Nikolaus II. begnadigt und wieder in den Militärdienst übernommen.
Er starb 1915 in Chmilnyk (Ukraine), in der heutigen Oblast Winnyzja.

## Auszeichnungen
- Russischer Orden des Heiligen Georg, 3. Klasse
- Russischer Orden des Heiligen Georg, 4. Klasse
- Russischer Orden der Heiligen Anna 1. Grades
- Russischer Orden der Heiligen Anna 2. Grades
- Russischer Orden der Heiligen Anna 3. Grades
- Orden des Heiligen Wladimir, 3. Grades
- Orden des Heiligen Wladimir, 4. Grades
- Sankt-Stanislaus-Orden 1. Grades
- Sankt-Stanislaus-Orden 2. Grades
- Sankt-Stanislaus-Orden 3. Grades
- Militärorden für Tapferkeit, Bulgarien
- Roter Adlerorden, Preußen
- Pour le Mérite, Preußen
- Orden der Aufgehenden Sonne, 2. Klasse, Japan